# Whiteout

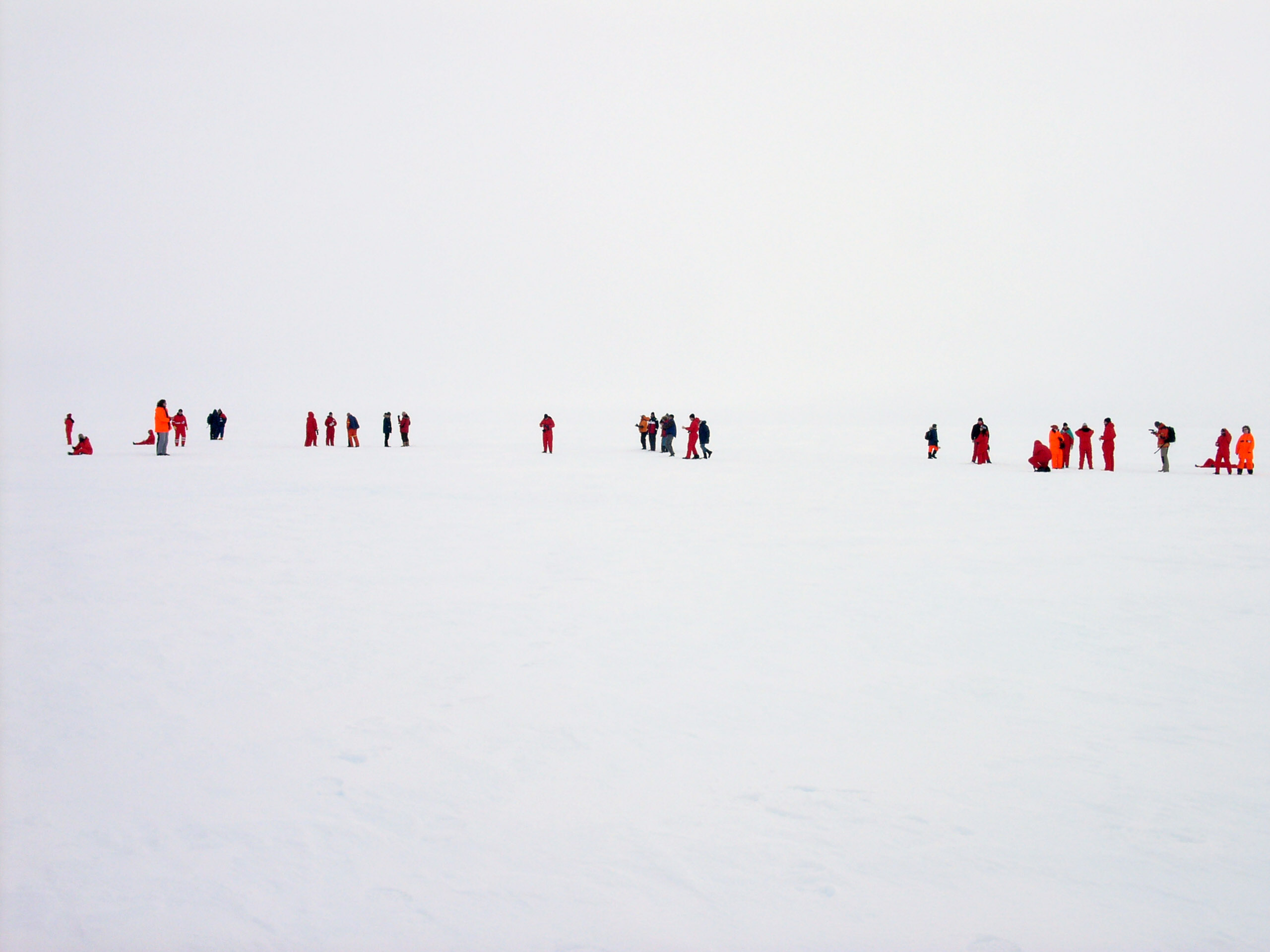
Whiteout op Antarctica.

Een whiteout is een meteorologisch verschijnsel, dat vooral in poolgebieden en hooggebergten voorkomt.
Het gaat om een bijzondere vorm van helderheid die men bij een combinatie van een besneeuwde bodem en gedempt zonlicht (door bewolking, nevel of sneeuwval) kan waarnemen. Door de sterke maar diffuse reflectie van het zonlicht doet zich een sterke vermindering van contrast voor, waardoor de ganse omgeving gelijkmatig helder lijkt te zijn en de horizon verdwijnt: bodem en lucht gaan naadloos in elkaar over. Contouren en schaduwen zijn vrijwel onzichtbaar. De toeschouwer lijkt zich in een lege, oneindige, lichtgrijze ruimte te bevinden, wat psychisch moeilijk te verwerken is. Het kan leiden tot desoriëntatie en evenwichtsstoornissen.
Whiteout kan zeer gevaarlijk zijn voor vliegtuigen wanneer er "op zicht" wordt gevlogen. Een voorbeeld van een ongeval dat (mede) hierdoor plaatsvond was Air New Zealand-vlucht 901 die verongelukte omdat het vliegtuig tegen een "onzichtbare" berg aan vloog.

## THX 1138
In de film THX 1138 van George Lucas komt een bepaalde scene voor waarin het effect van Whiteout voor een bevreemdende en steriele atmosfeer zorgt. De acteurs die in de geheel witte omgeving hun rol moesten spelen ondervonden evenwichtsstoornissen door het gebrek aan referentiepunten.